# Kamil Grosicki
Kamil Paweł Grosicki (phát âm tiếng Ba Lan: [ˈkamil ɡrɔˈɕit͡skʲi] ⓘ; sinh ngày 8 tháng 6 năm 1988) là một cầu thủ bóng đá chuyên nghiệp người Ba Lan thi đấu ở vị trí tiền đạo cánh cho câu lạc bộ West Bromwich Albion của giải Hạng nhất Anh và đội tuyển quốc gia Ba Lan.
Với hơn 80 lần khoác áo tuyển Ba Lan kể từ năm 2008, anh đã đại diện cho nước nhà thi đấu tại giải vô địch châu Âu 2012 và giải vô địch châu Âu 2016, cũng như giải vô địch thế giới 2018.

## Sự nghiệp cấp câu lạc bộ
Grosicki bắt đầu nghiệp chơi bóng tại Pogoń Szczecin. Năm 2007, anh gia nhập Legia Warsaw, mặc dù vậy chỉ sau ít tháng, anh đề nghị được chuyển đi dưới dạng cho mượn do những vấn đề đời tư. Ngày 13 tháng 2 năm 2008, có nguồn tin cho rằng anh đã được cho mượn tới đội bóng Sion của Thụy Sĩ cho đến ngày 31 tháng 12 năm 2008. Anh thi đấu 8 trận và ghi hai bàn thắng trong nửa sau của Ekstraklasa 2007–08. Ở đầu mùa bóng kế tiếp, anh bị huấn luyện viên đẩy xuống đội U-21 tập luyện. Sau đó ít tháng anh quyết định rời câu lạc bộ.

### Jagiellonia Białystok
Tháng 2 năm 2009, Jagiellonia Białystok mượn Grosicki cho đến cuối mùa giải 2008–09, câu lạc bộ còn cam kết mua anh với giá 500.000 złoty. Grosicki ký hợp đồng 3 năm với Jagiellonia, có hiệu lực bắt đầu từ tháng 6 năm 2009.

### Sivasspor
Ở lần thứ hai ra nước ngoài thử sức, Grosicki đã chọn câu lạc bộ Sivasspor của Süper Lig làm bến đỗ của mình. Anh chuyển đến đội bóng vào tháng 1 năm 2011 với mức phí 900.000 euro kèm bản hợp đồng có thời hạn 3 năm rưỡi.

### Rennes

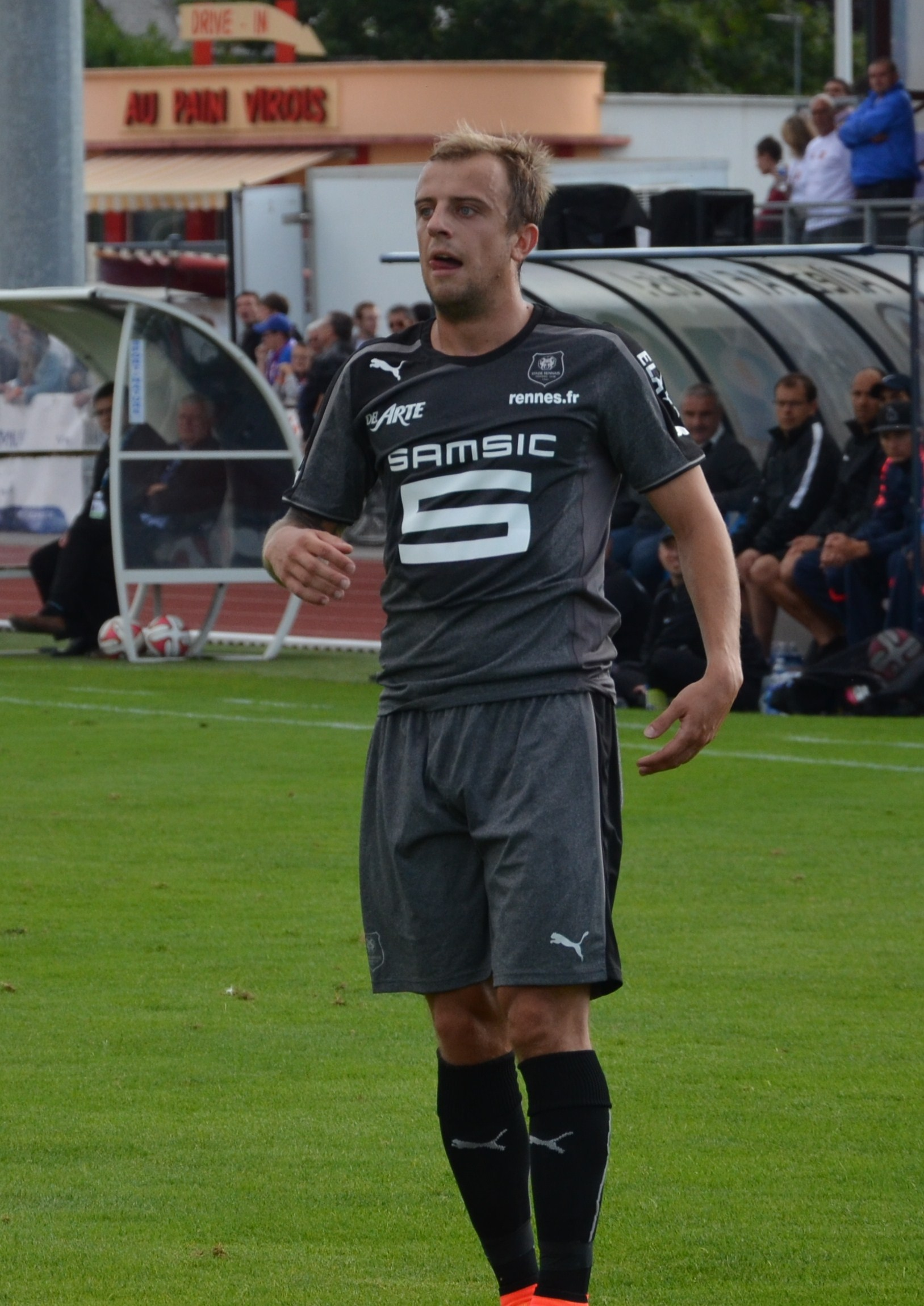
Grosicki thi đấu cho Rennes vào năm 2014

Ngày 24 tháng 11 năm 2014, Grosicki chuyển tới đội bóng Rennes của Pháp tại giải Ligue 1. Anh ghi bàn thắng đầu tiên cho Rennes, giúp đội bất ngờ giành chiến thắng 2–0 trước Lille vào ngày 27 tháng 3, đưa Rennes tiến vào vòng bán kết của Cúp bóng đá Pháp. Tại trận bán kết vào ngày 15 tháng 4, anh một lần nữa ghi bàn trong chiến thắng 3–2 trước Angers. Grosicki thi đấu 52 phút trong trận chung kết trước khi bị thay thế bởi Paul-Georges Ntep, kết quả là để thua chung cuộc 2–0 trước Guingamp. Trong thời gian gắn bó với Rennes, Grosicki có 85 lần ra sân và ghi 13 bàn.

## Thống kê sự nghiệp

### Câu lạc bộ
Tính đến 26 tháng 1 năm 2021
| Câu lạc bộ            | Mùa giải           | Giải               | Giải    | Giải      | Cúp     | Cúp       | Cúp châu Âu | Cúp châu Âu | Khác1   | Khác1     | Tổng cộng | Tổng cộng |
| Câu lạc bộ            | Mùa giải           | Hạng đấu           | Số trận | Bàn thắng | Số trận | Bàn thắng | Số trận     | Bàn thắng   | Số trận | Bàn thắng | Số trận   | Bàn thắng |
| --------------------- | ------------------ | ------------------ | ------- | --------- | ------- | --------- | ----------- | ----------- | ------- | --------- | --------- | --------- |
| Pogoń Szczecin        | 2005–06            | Ekstraklasa        | 2       | 0         | —       | —         | —           | —           | —       | —         | 2         | 0         |
| Pogoń Szczecin        | 2006–07            | Ekstraklasa        | 21      | 2         | 0       | 0         | —           | —           | 5       | 1         | 26        | 3         |
| Pogoń Szczecin        | Tổng cộng          | Tổng cộng          | 23      | 2         | 0       | 0         | —           | —           | 5       | 1         | 28        | 3         |
| Legia Warsaw          | 2007–08            | Ekstraklasa        | 11      | 1         | 2       | 0         | —           | —           | 1       | 0         | 14        | 1         |
| Sion                  | 2007–08            | Swiss Super League | 8       | 2         | —       | —         | —           | —           | —       | —         | 8         | 2         |
| Jagiellonia Białystok | 2008–09            | Ekstraklasa        | 13      | 4         | —       | —         | —           | —           | —       | —         | 13        | 4         |
| Jagiellonia Białystok | 2009–10            | Ekstraklasa        | 30      | 4         | 7       | 1         | —           | —           | —       | —         | 37        | 5         |
| Jagiellonia Białystok | 2010–11            | Ekstraklasa        | 15      | 6         | 2       | 0         | 2           | 0           | 1       | 0         | 20        | 6         |
| Jagiellonia Białystok | Tổng cộng          | Tổng cộng          | 58      | 14        | 9       | 1         | 2           | 0           | 1       | 0         | 70        | 15        |
| Sivasspor             | 2010–11            | Süper Lig          | 17      | 6         | —       | —         | —           | —           | —       | —         | 17        | 6         |
| Sivasspor             | 2011–12            | Süper Lig          | 40      | 7         | 2       | 0         | —           | —           | —       | —         | 42        | 7         |
| Sivasspor             | 2012–13            | Süper Lig          | 28      | 2         | 10      | 1         | —           | —           | —       | —         | 38        | 3         |
| Sivasspor             | 2013–14            | Süper Lig          | 5       | 0         | 2       | 1         | —           | —           | —       | —         | 7         | 1         |
| Sivasspor             | Tổng cộng          | Tổng cộng          | 90      | 15        | 14      | 2         | —           | —           | —       | —         | 104       | 17        |
| Rennes                | 2013–14            | Ligue 1            | 13      | 0         | 4       | 2         | —           | —           | —       | —         | 17        | 2         |
| Rennes                | 2014–15            | Ligue 1            | 19      | 0         | 1       | 0         | —           | —           | 1       | 0         | 21        | 0         |
| Rennes                | 2015–16            | Ligue 1            | 33      | 9         | 1       | 0         | —           | —           | 2       | 0         | 36        | 9         |
| Rennes                | 2016–17            | Ligue 1            | 16      | 4         | 1       | 0         | —           | —           | 1       | 0         | 18        | 4         |
| Rennes                | Tổng cộng          | Tổng cộng          | 81      | 13        | 7       | 2         | —           | —           | 4       | 0         | 92        | 15        |
| Hull City             | 2016–17            | Premier League     | 15      | 0         | 0       | 0         | —           | —           | 0       | 0         | 15        | 0         |
| Hull City             | 2017–18            | Championship       | 37      | 9         | 1       | 0         | —           | —           | 0       | 0         | 38        | 9         |
| Hull City             | 2018–19            | Championship       | 38      | 9         | 1       | 0         | —           | —           | 0       | 0         | 39        | 9         |
| Hull City             | 2019–20            | Championship       | 28      | 6         | 2       | 1         | —           | —           | 0       | 0         | 30        | 7         |
| Hull City             | Tổng cộng          | Tổng cộng          | 119     | 24        | 4       | 1         | —           | —           | 0       | 0         | 123       | 25        |
| West Bromwich Albion  | 2019–20            | Championship       | 14      | 1         | 0       | 0         | —           | —           | 0       | 0         | 14        | 1         |
| West Bromwich Albion  | 2020–21            | Premier League     | 3       | 0         | 1       | 0         | —           | —           | 1       | 0         | 5         | 0         |
| West Bromwich Albion  | Tổng cộng          | Tổng cộng          | 17      | 1         | 1       | 0         | 0           | 0           | 1       | 0         | 19        | 1         |
| Tổng kết sự nghiệp    | Tổng kết sự nghiệp | Tổng kết sự nghiệp | 407     | 72        | 37      | 6         | 2           | 0           | 12      | 1         | 458       | 79        |

1 Bao gồm Siêu cúp Ba Lan, Cúp Ekstraklasa, Coupe de la Ligue và Cúp Liên đoàn Anh.

### Tuyển quốc gia
Tính đến trận đấu diễn ra ngày 21 tháng 11 năm 2023.
| Tuyển quốc gia | Năm       | Số trận | Bàn thắng |
| -------------- | --------- | ------- | --------- |
| Ba Lan         | 2008      | 2       | 0         |
| Ba Lan         | 2009      | 1       | 0         |
| Ba Lan         | 2010      | 3       | 0         |
| Ba Lan         | 2011      | 4       | 0         |
| Ba Lan         | 2012      | 9       | 0         |
| Ba Lan         | 2013      | 3       | 0         |
| Ba Lan         | 2014      | 5       | 2         |
| Ba Lan         | 2015      | 8       | 4         |
| Ba Lan         | 2016      | 13      | 3         |
| Ba Lan         | 2017      | 7       | 2         |
| Ba Lan         | 2018      | 9       | 1         |
| Ba Lan         | 2019      | 9       | 1         |
| Ba Lan         | 2020      | 7       | 4         |
| Ba Lan         | 2021      | 2       | 0         |
| Ba Lan         | 2022      | 6       | 0         |
| Ba Lan         | 2023      | 5       | 0         |
| Tổng cộng      | Tổng cộng | 93      | 17        |

### Bàn thắng cho đội tuyển
Tỉ số và kết quả liệt kê bàn thắng của Ba Lan trước.
| #   | Ngày                 | Nơi tổ chức                                 | Đối thủ              | Tỉ số | Kết quả | Giải đấu                                                     |
| --- | -------------------- | ------------------------------------------- | -------------------- | ----- | ------- | ------------------------------------------------------------ |
| 1.  | 7 tháng 9 năm 2014   | Estádio do Algarve, Faro, Bồ Đào Nha        | Gibraltar            | 1–0   | 7–0     | Vòng loại giải vô địch bóng đá châu Âu 2016                  |
| 2.  | 7 tháng 9 năm 2014   | Estádio do Algarve, Faro, Bồ Đào Nha        | Gibraltar            | 2–0   | 7–0     | Vòng loại giải vô địch bóng đá châu Âu 2016                  |
| 3.  | 7 tháng 9 năm 2015   | Sân vận động quốc gia, Warszawa, Ba Lan     | Gibraltar            | 1–0   | 8–1     | Vòng loại giải vô địch bóng đá châu Âu 2016                  |
| 4.  | 7 tháng 9 năm 2015   | Sân vận động quốc gia, Warszawa, Ba Lan     | Gibraltar            | 2–0   | 8–1     | Vòng loại giải vô địch bóng đá châu Âu 2016                  |
| 5.  | 13 tháng 11 năm 2015 | Sân vận động quốc gia, Warszawa, Ba Lan     | Iceland              | 1–1   | 4–2     | Giao hữu                                                     |
| 6.  | 17 tháng 11 năm 2015 | Stadion Miejski, Wrocław, Ba Lan            | Cộng hòa Séc         | 3–1   | 3–1     | Giao hữu                                                     |
| 7.  | 26 tháng 3 năm 2016  | Stadion Miejski, Wrocław, Ba Lan            | Phần Lan             | 1–0   | 5–0     | Giao hữu                                                     |
| 8.  | 26 tháng 3 năm 2016  | Stadion Miejski, Wrocław, Ba Lan            | Phần Lan             | 5–0   | 5–0     | Giao hữu                                                     |
| 9.  | 11 tháng 11 năm 2016 | Arena Națională, Bucharest, Romania         | România              | 1–0   | 3–0     | Vòng loại giải vô địch bóng đá thế giới 2018 khu vực châu Âu |
| 10. | 5 tháng 10 năm 2017  | Sân vận động Republican, Yerevan, Armenia   | Armenia              | 1–0   | 6–1     | Vòng loại giải vô địch bóng đá thế giới 2018 khu vực châu Âu |
| 11. | 8 tháng 10 năm 2017  | Stadion Narodowy, Warsaw, Ba Lan            | Montenegro           | 2–0   | 4–2     | Vòng loại giải vô địch bóng đá thế giới 2018 khu vực châu Âu |
| 12. | 27 tháng 3 năm 2018  | Stadion Śląski, Chorzów, Ba Lan             | Hàn Quốc             | 2–0   | 3–2     | Giao hữu                                                     |
| 13. | 10 tháng 6 năm 2019  | Stadion Narodowy, Warsaw, Ba Lan            | Israel               | 3–0   | 4–0     | Vòng loại giải vô địch châu Âu 2020                          |
| 14. | 7 tháng 9 năm 2020   | Bilino Polje, Zenica, Bosnia và Herzegovina | Bosna và Hercegovina | 2–1   | 2–1     | Giải vô địch các quốc gia châu Âu 2020-21 (giải đấu A)       |
| 15. | 7 tháng 10 năm 2020  | Stadion Energa, Gdańsk, Ba Lan              | Phần Lan             | 1–0   | 5–1     | Giao hữu                                                     |
| 16. | 7 tháng 10 năm 2020  | Stadion Energa, Gdańsk, Ba Lan              | Phần Lan             | 2–0   | 5–1     | Giao hữu                                                     |
| 17. | 7 tháng 10 năm 2020  | Stadion Energa, Gdańsk, Ba Lan              | Phần Lan             | 3–0   | 5–1     | Giao hữu                                                     |